# بي . تي
بي. تي (بالإنجليزية: P.T)، هي لعبة فيديو تجريبية من إنتاج كونامي ديجتال إنترتينمنت، طورتها كوجيما برودكشن وعرضت على بلاي ستيشن ستور بتاريخ 14 أغسطس 2014، وكانت لعبة بي. تي من إنتاج 7780 ستوديوز الوهمية.

## أسلوب اللعب

صورة شاشة من لعبة بي .تي التجريبية

تبدأ اللعبة باستيقاظ بطل اللعبة من النوم، وهو داخل المنزل، وكل مايخرج من الباب من الجهة اليمنى يفتح الباب ويعيد نفسه داخل المنزل، ويواجه لغزاً محيراً من المتسبب بجريمة قتل ربة المنزل، ويواجه بطل اللعبة ألغازاً غريبة، ومنها لغز صوت بكاء الجنين داخل دورة المياه، ولغز كتابة الجدار «اسف جدا، الوحش بداخلي»، والساعة المثبتة (11:59) ليلاً، وغير ذلك.

## التحميل
حققت لعبة بي. تي التجريبية رقماً قياسياً، والتي وجدت في متجر بلاي ستيشن الإلكترونية لتحميل مليون شخص للعبة عبر متجر بلاي ستيشن، بالإضافة إلى عدد المشاهدة مايزيد عن 30 مليون مشاهد منذ اليوم الأول من سبتمبر عام 2014م. وتم حذف اللعبة من البلاي ستيشن ستور في 29 أبريل عام 2015م 

## توقف الإصدار
بسبب توتر العلاقات بين مطور اللعبة هيديو كوجيما وشركة كونامي، فقد تم حذف اللعبة التجريبية، وقال المخرج السينمائي المكسيكي ديل تورو بأنه شعر بالحزن من انهاء العلاقات بين المطور كوجيما وبين شركة كونامي دون توضيح الأسباب الحقيقية، وتم إلغاء عملية تطوير لعبة سايلنت هيلز وحذف اللعبة التجريبية بي. تي.

### بيع لعبة بي. تي التجريبية
بعد إلغاء تطوير اللعبة وحذف اللعبة التجريبية من متجر بلاي ستيشن ستور، بدأ الأشخاص بعرض اجهزة بلاي ستيشن 4 التي تحتوي على اللعبة التجريبية المحذوفة (بي. تي)، وعرضها للبيع في موقع إي باي (eBay).